# Аннаев, Бердымухаммед
Бердымухаммед Аннаев (туркм. Berdimuhammed Annaýew; 1904 год, село Ызгант, Закаспийская область, Туркестанский край, Российская империя — 1948 год, Ашхабад, Туркменская ССР, СССР) — дед второго туркменского президента Гурбангулы Бердымухамедова. Сельский учитель, ветеран Великой Отечественной войны.

## Биография
Родился в селе Ызгант (ныне — Гёкдепинский этрап, Туркменистан).
Работал сельским учителем, директором начальной школы.
Сражался во время Великой Отечественной войны в составе 748-го стрелкового полка, воевавшего на 2-м Украинском фронте и вернулся с фронта инвалидом II группы. После возвращения домой продолжил работать в школе.
Погиб во время Ашхабадского землетрясения 1948 года.

## Восприятие в современности
Неотъемлемой частью культа личности Гурбангулы Бердымухамедова является культ семьи Бердымухамедова: деда и отца.
1 сентября 2009 года была открыта средняя школа № 27 имени Бердымухамеда Аннаева и установлен памятник в селе Ызгант, в церемонии открытия школы принял участие отец президента Туркменистана Мяликгулы Бердымухамедов.
В октябре 2012 года Главный драматический театр Туркменистана поставил спектакль по мотивам книги президента Гурбангулы Бердымухамедова о своем деде «Имя доброе нетленно».

## Награды
- Орден «Знак Почёта»;
- Медаль «За отвагу» (9 мая 2018 года, Россия, посмертно) — за мужество, отвагу и самоотверженность, проявленные в борьбе с немецко-фашистскими захватчиками в период Великой Отечественной войны 1941—1945 годов[6].